# 管棲托莫麗鯛
管棲托莫麗鯛，為輻鰭魚綱鱸形目隆頭魚亞目慈鯛科的其中一種，分布於中美洲尼加拉瓜Escondido河至巴拿馬Cricamola河流域，體長可達30公分，棲息在水流湍急的溪流，以水生植物、藻類及果實等為食，生活習性不明。